# Antonio Prieto
Juan Antonio Espinoza Prieto, född 26 maj 1926 i Iquique, död 14 juli 2011 i Santiago, var en chilensk sångare och skådespelare. "La novia" från 1961 är en av hans mest kända sånger.